# Hermann Hreiðarsson
Hermann Hreiðarsson (Reikiavik, 11 de julio de 1974) es un exfutbolista y entrenador islandés que jugaba de defensa. Desde la temporada 2025 dirige al HK Kópavogur.

## Selección nacional
Fue internacional con la selección de Islandia en 89 ocasiones en las que anotó cinco goles.

## Clubes

### Como jugador
| Club                    | País       | Año       |
| ----------------------- | ---------- | --------- |
| ÍBV                     | Islandia   | 1993-1997 |
| Crystal Palace F. C.    | Inglaterra | 1997-1998 |
| Brentford F. C.         | Inglaterra | 1998-1999 |
| Wimbledon F. C.         | Inglaterra | 1999-2000 |
| Ipswich Town F. C.      | Inglaterra | 2000-2003 |
| Charlton Athletic F. C. | Inglaterra | 2003-2007 |
| Portsmouth F. C.        | Inglaterra | 2007-2012 |
| Coventry City F. C.     | Inglaterra | 2012      |
| ÍBV                     | Islandia   | 2013      |
| Fylkir Reykjavík        | Islandia   | 2014      |

### Como entrenador
| Club                      | País     | Año       |
| ------------------------- | -------- | --------- |
| ÍBV                       | Islandia | 2013      |
| Fylkir Reykjavík          | Islandia | 2015-2016 |
| Fylkir Reykjavík femenino | Islandia | 2017-2018 |
| Þróttur Vogum             | Islandia | 2020-2021 |
| ÍBV                       | Islandia | 2021-2024 |
| HK Kópavogur              | Islandia | 2025-     |

## Palmarés

### Títulos nacionales
| Título              | Club             | País       | Año  |
| ------------------- | ---------------- | ---------- | ---- |
| Úrvalsdeild         | ÍBV              | Islandia   | 1997 |
| Football League Two | Brentford F. C.  | Inglaterra | 1999 |
| FA Cup              | Portsmouth F. C. | Inglaterra | 2008 |